# 棉桃湖
棉桃湖，位于中国西藏自治区阿里地区改则县境内，地处改则县北部。湖面海拔4950米，面积15平方公里，其中有湖水面积1.3平方公里。湖区气候干寒，年均气温-4℃，年降水量75～100毫米。湖水主要依靠冰雪融水和地下潜流补给，无常年性河流入湖。